# Malawi Airlines
Malawi Airlines (bis 2016 Malawian Airlines) ist die nationale Fluggesellschaft Malawis mit Sitz in Lilongwe und Basis auf dem Flughafen Lilongwe und eine Tochtergesellschaft der Ethiopian Airlines.

## Geschichte
Malawi Airlines wurde 2013 von der Malawischen Regierung und Ethiopian Airlines als Ersatz für  Air Malawi gegründet, die ihren Betrieb 2013 einstellen musste. Der Flugverkehr wurde am 31. Januar 2014 mit jeweils einer von Ethiopian Airlines betriebenen Boeing 737-800 und De Havilland DHC-8-400 aufgenommen. Die Regierung besitzt 51 % und Ethiopian Airlines 49 % der Airline.
Im Jahr 2016 erhielt die Fluggesellschaft ihren heutigen Namen.
Ende März 2021 wurde die Fluggesellschaft als  „technisch insolvent“ erklärt, soll aber nach einem Bailout durch die Eigentümer ab Mitte 2021 wieder den Flugbetrieb aufnehmen.[veraltet]

## Flugziele
Malawi Airlines fliegt von Lilongwe aus folgende Ziele in Afrika an: Daressalam, Nairobi und Johannesburg.

## Flotte
Mit Stand Juni 2024 besteht die Flotte der Malawi Airlines aus drei Flugzeugen mit einem Durchschnittsalter von 14,9 Jahren:
| Flugzeugtyp            | Anzahl | bestellt | Anmerkungen | Sitzplätze | Durchschnittsalter (Juni 2024) |
| ---------------------- | ------ | -------- | ----------- | ---------- | ------------------------------ |
| Boeing 737-700         | 1      |          |             | - offen -  | 20,7 Jahre                     |
| Boeing 737-800         | 1      |          |             | 154        | 11,8 Jahre                     |
| De Havilland DHC-8-400 | 1      |          |             | 67         | 12,0 Jahre                     |
| Gesamt                 | 3      | -        |             |            | 14,9 Jahre                     |